# Фредерик Моро
Проф. Фредерик Жозеф Фернан Моро (на френски: Frédéric Joseph Fernand Mauro) е френски историк от второто поколение на т.нар. школа „Анали“. Специалист по нова история и история на Латинска Америка.

## Биография
Роден е на 24 октомври 1921 г. в град Валансиен, Северна Франция. През 1949 г. постъпва на работа като асистент в Тулузкия университет, където от 1958 г. е професор по нова история. В 1957 г. защитава докторска дисертация със заглавие „Португалия и Атлантика през XVII век (1570 – 1670)“ (Le Portugal et l'Atlantique au XVIIe siècle (1570 – 1670)). През 1967 г. започва да чете лекции по история на Латинска Америка в Сорбоната. Умира през 2001 г.

## Трудове
- Le Portugal, le Brésil et l'Atlantique au XVIIe siècle, Изд. „S.E.V.P.E.N.“ 1960, 550 p.
- Le XVIe siècle européen: aspects économiques, Paris, Изд. „P.U.F.“, 1970, 392 p. (2-ро издание)
- L'expansion européenne 1600 – 1870, Изд. „Labor“. 1968. (2-ро издание)
- Histoire de l'économie mondiale 1790 – 1970, Paris, Изд. „Sirey“. 1971, 425 p.
- Des produits et des hommes: essais historiques latino-américains 16e-20e siècles, Paris, Изд. „Mouton“. 1973.
- L'Amérique espagnole et portugaise de 1920 à nos jours, Изд. „P.U.F.“ 1975
- Le Brésil du XVe à la fin du XVIIIe siècle, Paris, Изд. „S.E.D.E.S." 1977.
- La Vie quotidienne au Brésil au temps de Pedro Segundo: 1831 – 1889, Paris, Изд. „Hachette“. 1980, 316 p.
- Histoire du café, Paris, Изд. „Desjonquères“. 1991, 249 p.
- Histoire du Brésil, Paris, Изд. „Chandeigne“. 1994, 153 p.